# 선언문 80
선언문 80(영어: Proclamation 80), 정식 명칭은 "1861년 4월 15일 미국 대통령의 선언"(A Proclamation by the President of the United States, April 15, 1861)으로, 제16대 미국 대통령인 에이브러햄 링컨이 서명한 대통령 포고이다. 이 선언문은 남부 연합을 형성한 주들의 반란을 진압하기 위해 75,000명의 민병대를 소집할 것을 명령했다.

## 배경
1861년 4월, 남부 연합군이 사우스캐롤라이나의 섬터 요새에 주둔한 미군을 공격하여 국가는 내전에 빠져들었다. 반란에 신속하게 대응하기 위해 에이브러햄 링컨 대통령은 민병대를 소집하고 인신보호 영장 발부를 중지시켰다. 인신보호 영장 발부를 중지하는 과정에서 링컨은 당시 대법원장 로저 토니가 Ex parte Merryman 판결에서 헌법상 의회에 유보된 권한이라고 판단했던 권한을 행사했다. 링컨은 이후 의회 전체를 임시 회기에 소집하여 자신의 행동에 대한 의회의 승인을 구했다.

## 전문
선언문 전문은 다음과 같다:
미국 대통령: 

선언
미국의 법률이 과거부터 지금까지 사우스캐롤라이나, 조지아, 앨라배마, 플로리다, 미시시피, 루이지애나, 텍사스 주에서 사법 절차의 일반적인 과정이나 법률에 의해 마셜에게 부여된 권한으로 진압하기에는 너무 강력한 조합들에 의해 반대되고 그 집행이 방해받고 있음.
그러므로 나, 에이브러햄 링컨, 미국 대통령은 헌법과 법률에 의해 나에게 부여된 권한으로 해당 조합들을 진압하고 법률이 정당하게 집행되도록 하기 위해 연방의 여러 주 민병대를 총 75,000명 소집하는 것이 적절하다고 판단하여 이를 명령함.
이 목적을 위한 세부 사항은 국방부를 통해 주 당국에 즉시 전달될 것임.
나는 모든 충성스러운 시민들에게 우리의 국가 연합의 명예, 통합 및 존재, 그리고 대중 정부의 영속성을 유지하고 이미 오랫동안 견뎌온 잘못을 시정하기 위한 이 노력을 지지하고, 촉진하고, 지원해 줄 것을 호소함.
나는 여기서 소집된 군대의 첫 번째 임무는 아마도 연방으로부터 빼앗긴 요새, 장소 및 재산을 탈환하는 것이 될 것이며, 어떠한 경우에도 앞서 언급된 목적에 부합하게 재산의 파괴, 손상 또는 간섭, 또는 국가의 어느 지역에서든 평화로운 시민들의 방해를 피하기 위해 최대한의 주의를 기울일 것임을 밝히는 것이 적절하다고 생각함.
그리고 나는 여기서 앞서 언급된 조합을 구성하는 사람들에게 이 날짜로부터 20일 이내에 해산하고 각자의 거주지로 평화롭게 돌아갈 것을 명령함.
현재 공무의 상태가 비상한 상황을 나타낸다고 판단하여, 나는 여기서 헌법에 의해 나에게 부여된 권한으로 의회 양원을 소집함. 따라서 상원의원과 하원의원들은 다음 7월 4일 목요일 정오에 각자의 의원실에 모여, 그들의 지혜로 대중의 안전과 이익이 요구한다고 판단되는 조치들을 고려하고 결정할 것을 소환함.
대통령: 에이브러햄 링컨

국무장관 윌리엄 H. 수어드

## 법적 근거
20세기 초까지 미국은 정규군을 확장하기보다는 민병대와 자원봉사자를 소집하는 데 의존했다. 1861년, 연방 목적을 위한 민병대 사용을 규율하는 법률은 1795년 민병대법으로, 다음과 같이 규정했다.
제1조. ...어떤 주에서 그 정부에 대한 반란이 발생할 경우, 미국 대통령은 해당 주의 입법부 또는 (입법부가 소집될 수 없을 때) 행정부의 신청에 따라 해당 반란을 진압하기에 충분하다고 판단되는 다른 주 또는 주들의 민병대를 필요한 만큼 소집할 수 있다...
제2조. 또한, 미국 법률이 어떤 주에서 사법 절차의 일반적인 과정이나 이 법에 의해 마셜에게 부여된 권한으로 진압하기에는 너무 강력한 조합에 의해 반대되거나 그 집행이 방해될 때마다, 미국 대통령은 그러한 조합을 진압하고 법률이 정당하게 집행되도록 하기 위해 해당 주 또는 다른 주들의 민병대를 필요한 만큼 소집할 수 있으며, 그렇게 소집된 민병대의 사용은 필요한 경우 다음 의회 회기 시작 후 30일이 경과할 때까지 계속될 수 있다...
제3조. 단, 대통령의 판단에 따라 이로써 소집이 지시된 군사력을 사용하는 것이 필요할 때마다, 대통령은 즉시 선언을 통해 해당 반란군에게 제한된 시간 내에 해산하고 각자의 거주지로 평화롭게 돌아갈 것을 명령해야 한다.

이 법은 링컨이 민병대를 소집하는 근거가 되었는데, 그의 선언문 80은 명시적으로 다음과 같이 명령했다.
앞서 언급된 조합을 구성하는 사람들은 이 날짜로부터 20일 이내에 해산하고 각자의 거주지로 평화롭게 돌아가라.

이 명령으로 링컨은 민병대법에 따라 "미국 법률의 집행을 방해하는 그러한 조합들을 진압하기 위해" 민병대를 소집하는 것이 합법화되었다.
그러나 이들에게 부과할 수 있는 병력의 수와 복무 기간에는 제한이 있었다. 주지사는 미국 대통령보다 병력의 복무 기간을 연장하는 데 더 많은 권한을 가지고 있었다. 1795년 민병대법 제4조는 다음과 같이 규정했다.
미국에 고용된 민병대는 미군과 동일한 봉급과 수당을 받는다. 그리고 민병대의 어떤 장교, 부사관, 또는 병사도 1년에 3개월 이상 복무하도록 강요받지 않으며, 소속 대대의 다른 모든 건장한 동등 계급 병사들과의 정해진 순환 이상으로 복무하도록 강요받지 않는다.

1799년 3월 2일, 대통령이 임시군을 위해 소집할 수 있는 민병대원의 수는 75,000명으로 제한되었다. 남북 전쟁 이전에 이 제한은 국가 인구 증가를 반영하여 조정되지 않았는데, 인구는 1800년 약 530만 명에서 1860년 3,100만 명 이상으로 증가했다. 그 기간 동안 미국에서는 1790년대 초의 단기 위스키 반란 정도 규모의 국내 반란조차 없었으므로, 의회가 18세기 후반에 성문화된 민병대 수적 제한을 재고할 동기가 거의 없었다.

## 이행
무장해라!

75,000명의 자원병 모집
워싱턴, 4월 15일.
다음은 오늘 발표된 각 주지사에 대한 병력 소집 명령 형식이다:
각하: — 연방의 법률을 집행하고 반란을 진압하며 침략을 격퇴하는 등을 목적으로 민병대를 소집하기 위한 1795년 2월 28일 승인된 의회법에 따라, 각하의 주 민병대에서 아래 표에 지정된 병력을 즉시 차출하여 보병 또는 소총병으로 3개월간 복무하게 하거나, 그 이전에 해산될 경우 그보다 빨리 복무를 종료하도록 요청하는 바입니다.

각하께서는 귀 주 병력이 집결지에 도착할 예상 시간을 제게 알려주십시오. 가능한 한 빨리 장교가 파견되어 병력을 미합중국 군대로 편입시키고 급여를 지급할 것입니다. 동시에 모든 장교와 병사에게 미합중국에 대한 충성 맹세가 선서될 것입니다. 소집 장교는 45세 이상 또는 18세 미만으로 보이는 자, 또는 신체적으로 강건하지 않은 자는 장교 계급 미만의 병사로 받지 않도록 지시받을 것입니다. 각 주에 할당된 병력은 다음과 같습니다: 메인, 뉴햄프셔, 버몬트, 로드아일랜드, 코네티컷, 델라웨어, 아칸소, 미시간, 위스콘신, 아이오와, 미네소타는 각 1개 연대; 뉴욕은 17개 연대; 펜실베이니아는 15개 연대; 오하이오는 13개 연대; 뉴저지, 메릴랜드, 켄터키, 미주리는 각 4개 연대; 일리노이와 인디애나는 각 6개 연대; 버지니아는 3개 연대, 매사추세츠, 노스캐롤라이나, 테네시는 각 2개 연대.

각 연대는 총 780명의 장교와 병사로 구성될 것입니다.

따라서 소집될 총 병력은 73,910명이며, 나머지 75,000명은 대통령 선언에 따라 콜럼비아 특별구의 병력으로 구성될 것입니다.

## 반응
경계주의 반응은 거의 전적으로 적대적이었다. 아칸소의 헨리 렉터 주지사는 "이 주의 주민들은 자유인이지 노예가 아니다. 우리는 북부의 거짓과 강탈에 맞서 우리의 명예, 생명, 재산을 끝까지 지킬 것이다"라고 말했다. 켄터키의 베리아 매거핀 주지사는 남부 형제들을 정복하려는 북부군에게 자원병을 보내지 않을 것이라고 선언했다. 미주리의 클레이본 잭슨 주지사는 "미주리주는 그러한 불경스러운 십자군을 수행하기 위해 단 한 명의 병사도 보내지 않을 것이다"라고 응답했다.
노스캐롤라이나의 존 엘리스 주지사는 사이먼 캐머런 전쟁부 장관에게 전보로 "나는 이 나라 법률에 대한 사악한 위반과 자유민의 자유에 대한 이 전쟁에 관여할 수 없다. 노스캐롤라이나에서는 병력을 얻을 수 없을 것이다"라고 답했다. 테네시의 이샴 해리스 주지사는 링컨에게 전보로 "테네시는 강압을 목적으로 단 한 명의 병사도 제공하지 않을 것이지만, 우리의 권리와 남부 형제들의 권리를 방어하기 위해서는 필요하다면 5만 명이라도 제공할 것이다"라고 말했다. 버지니아의 존 레처 주지사는 자신의 주가 5,340명의 병사와 장교를 포함하는 3개 연대를 제공하라는 요청을 받았는데, 과거에는 자신의 주가 중립을 유지할 의사를 밝혔었다. 그는 링컨에게 보낸 편지에서 대통령이 "내전을 시작하기로 선택했으므로, 올드 도미니언(버지니아의 별칭)에서는 병력을 보내지 않을 것"이라고 선언했다.
대조적으로, 대부분의 북부 주들은 열정적인 반응을 보였으며, 인디애나와 같은 주들은 요청된 병력의 두 배를 자원했다. 매사추세츠 자원병들은 4월 19일 일찍이 워싱턴 D.C.에 도착했다.